# Хождение в народ

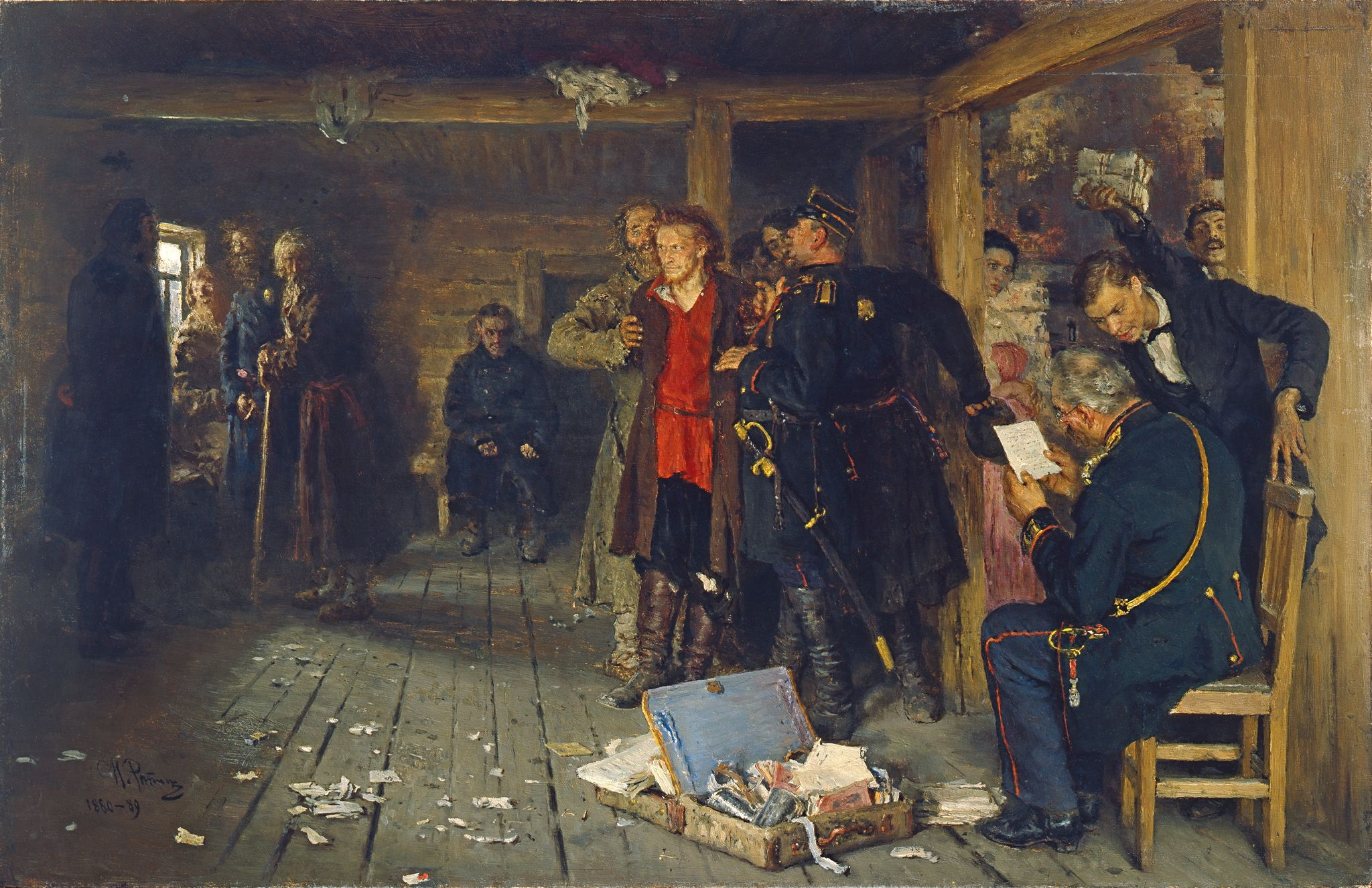
И. Е. Репин. Арест пропагандиста. 1892

Хождение в народ — движение студентов и революционеров-народников в Российской империи с целью «сближения» с народом, его просвещения и революционной агитации среди крестьян.
Первый, студенческий и просветительский этап начался в 1861 году, а наибольшего размаха в форме организованной революционной агитации движение достигло в 1874 году. «Хождение в народ» повлияло на самоорганизацию революционного движения, но не оказало существенного воздействия на народные массы. Это словосочетание вошло в русский язык и сегодня употребляется иронически.

## Первый этап
В середине XIX века в России вырос интерес к высшему образованию, особенно к естественным наукам. Но осенью 1861 года правительство повысило плату за обучение и запретило студенческие кассы взаимопомощи. В ответ на это в университетах произошли студенческие волнения, после которых многие студенты были исключены из учебных заведений. Значительная часть активной молодёжи оказалась выброшенной из жизни, исключённые студенты не могли ни устроиться на государственную службу по причине «неблагонадёжности», ни продолжать учёбу.
Герцен в газете «Колокол» в 1861 году писал:
Но куда же вам деться, юноши, от которых заперли науку?.. Сказать вам куда?.. В народ! К народу! — вот ваше место, изгнанники науки…
В последующие годы число «изгнанников науки» росло, и хождение в народ стало массовым явлением. В этот период бывшие и несостоявшиеся студенты становились сельскими учителями и фельдшерами.
Большую известность приобрела пропагандистская деятельность революционера Заичневского, автора прокламации «Молодая Россия», который ходил в народ ещё в 1861 году. Однако в целом в этот период движение носило социально-просветительский характер «служения народу», и радикальная якобинская агитация Заичневского была скорее исключением.

## Второй этап
В начале 1870-х годов народники поставили задачу вовлечения народа в революционную борьбу. Идейными руководителями организованного революционного хождения в народ были народник Н. В. Чайковский, анархист П. А. Кропоткин, «умеренный» революционер-теоретик П. Л. Лавров и радикальный анархист М. А. Бакунин, который писал:
Ступайте в народ, там ваше поприще, ваша жизнь, ваша наука. Научитесь у народа, как служить ему и как лучше вести его дела.
Теоретический взгляд на эту проблему развивал нелегальный журнал «Вперёд!», издававшийся с 1873 года под редакцией Лаврова. Однако революционная молодёжь стремилась к немедленным действиям, происходила радикализация взглядов в духе идей анархиста Бакунина. Кропоткин развил теорию, согласно которой для осуществления революции передовая интеллигенция должна жить народной жизнью и создавать в деревнях кружки из активных крестьян с последующим их объединением в крестьянское движение. Учение Кропоткина соединяло идеи Лаврова о просвещении масс и анархические идеи Бакунина, который отрицал политическую борьбу в рамках институтов государства, само государство и призывал к всенародному бунту.
В начале 1870-х годов было немало случаев хождения в народ отдельных революционеров. Например, Кравчинский агитировал крестьян Тульской и Тверской губерний ещё осенью 1873 года с помощью Евангелия, из которого он делал социалистические выводы. Пропаганда в переполненных избах продолжалась далеко за полночь и сопровождалась пением революционных гимнов. Но общий взгляд на необходимость массового хождения в народ сложился у народников к 1874 году. Массовая акция началась весной 1874 года, была связана с общественным подъёмом, во многом оставалась стихийной и втягивала в себя разные категории людей. Значительная часть молодёжи была вдохновлена идеей Бакунина немедленно поднять бунт, но в силу разнообразия состава участников пропаганда также была разнообразной, от призывов немедленно начать восстание до скромных задач просвещения народа. Движением было охвачено около сорока губерний, главным образом в Поволжье и на юге России. Развернуть пропаганду в этих регионах было решено в связи с голодом 1873—1874 годов в Среднем Поволжье, народники также полагали, что здесь живы традиции Разина и Пугачёва.
Практически хождение в народ выглядело так — молодые люди, как правило учащаяся молодёжь, по одному или небольшими группами под видом торговых посредников, мастеров, передвигались от села к селу, выступая на сходках, беседуя с крестьянами, стараясь зародить недоверие к властям, призывали не платить налоги, не повиноваться администрации, объясняли несправедливость распределения земли после реформы. Среди грамотных крестьян распространялись прокламации. Опровергая устоявшееся в народе мнение, что царская власть — от Бога, народники первоначально пропагандировали атеизм. Столкнувшись со стойкой религиозностью народа, они стали её использовать, пропагандируя христианское равенство и нестяжательство. Однако, если пропаганда против помещиков находила у крестьян некоторый отклик, то пропаганда против самодержавия не воспринималась вовсе и даже вызывала враждебность.
В «хождение в народ» также были привлечены женщины. Одной из таких активисток была Софья Лешерн фон Гертцфельд, а также Екатерина Брешко-Брешковская.
В 1875—1876 годах хождение в народ продолжалось. В 1875 году Всероссийская социально-революционная организация, оставаясь на позициях народников, начала пропаганду уже среди рабочих. В 1876 году организация «Земля и воля» решила изменить тактику и объявила о «втором хождении в народ». Было решено перейти от неудачной практики «летучих отрядов» к организации постоянных поселений агитаторов. Революционеры открывали в сёлах мастерские, устраивались работать учителями или врачами и пытались создать революционные ячейки. Однако опыт трёх лет агитации показал, что крестьянство не воспринимает ни радикальные революционные и социалистические призывы, ни разъяснения текущих нужд народа, как их понимали народники. Попытки поднять народ на борьбу серьёзных результатов не принесли, а правительство обратило внимание на революционную пропаганду народников и развернуло репрессии. Многих пропагандистов сдавали властям сами крестьяне. Аресту подверглось более 4 тысяч человек. Из них к дознанию было привлечено 770 пропагандистов, и 193 человека в 1877 году предстали перед судом. Однако осуждены на каторгу, тюрьму и ссылку были только 99 обвиняемых, остальным либо зачли предварительное заключение, либо они были полностью оправданы.
Бесплодность революционной пропаганды в народе, массовые аресты, процесс 193-х и процесс пятидесяти в 1877—1878 годах положили конец движению. Постоянное пребывание в деревне ощутимых результатов по сближению с крестьянством не дало и к концу 1878 года из-за репрессий правительства в деревнях осталось всего два поселения народников.

## Отражение в искусстве
- В фильме «Неоконченная пьеса для механического пианино» 1977 года сатирически показано движение народников, например, акция отдать лишнюю одежду крестьянам — крестьяне-косцы во фраках, обучение грамоте крестьян
- Картина И. Е. Репина «Арест пропагандиста» 1892 года